# ديبورا تول
ديبورا تول (بالإنجليزية: Deborah Tall)‏ (16 مارس 1951، نيويورك في الولايات المتحدة - 19 سبتمبر 2006، إيثاكا في اليونان)؛ كاتِبة وشاعرة أمريكية. درست في جامعة ميشيغان.